# Закржевський Дмитро Володимирович
Дмитро Володимирович Закржевський (пол. Zakrzewski, рос. Закржевський)  20 жовтня 1864 — ?, після 1917) — український і російський громадський діяч і політик, член IV Державної думи від Херсонської губернії.

## Біографія
Православний, з дворян Катеринославської губернії. Землевласник (2500 десятин), домовласник міста Олександрії.
Закінчив Полтавську військову гімназію (1883) та Петербурзький лісовий інститут (1891).
Після закінчення інституту присвятив себе сільському господарству та громадській діяльності: з 1896 р. обирався голосним Верхньодніпровським повітовим земським зборам і почесним мировим суддею по Верхньодніпровському повіту. 
Також одне триріччя був Верхньодніпровським повітовим ватажком дворянства (1908—1911).Після 1905 р. переїхав до Олександрії Херсонської губернії, де в 1907 був обраний гласним повітового і губернського земських зборів, членом землевпорядної комісії і почесним мировим суддею по Олександрійському повіту, а у 1912 — і гласним Олександрійської міської думи . З 1909 року у своєму маєтку під Олександрією відновив господарство, влаштував молочну ферму, племінне птахівництво та інші науково-показові галузі.

На виборах у IV Державну думу перебував виборщиком Олександрійського повіту від з'їзду землевласників. 23 вересня 1913 року на додаткових виборах від загального складу виборщиків Херсонських губернських виборчих зборів було обрано на місце С.Г. Пищевича. Входив до фракції центру, був членом Прогресивного блоку. Був членом настпуних комісій: за запитами, по міських справах, за місцевим самоврядуванням, у напрямку законодавчих пропозицій, у військових та морських справах, у судових реформах.
У дні Лютневої революції був у Петрограді. Наприкінці березня 1917 року вистипув до жителів Олександрійського повіту із зверненням, в якому стверджував, що Державна дума за підтримки робітників і армії «скинула уряд, що став усім ненависним», закликав зберігати спокій і порядок до скликання Установчих зборів. 
Після повернення до Олександрійського повіту очолив місцеве відділення Союзу земельних власників .
Був одружений, мав троє дітей. Доля після 1917 р. невідома. 